# Cumella pilosa
Cumella pilosa är en kräftdjursart som beskrevs av Mihai Bacescu 1971. Cumella pilosa ingår i släktet Cumella och familjen Nannastacidae. Inga underarter finns listade i Catalogue of Life.